# Joseph A. McChristian

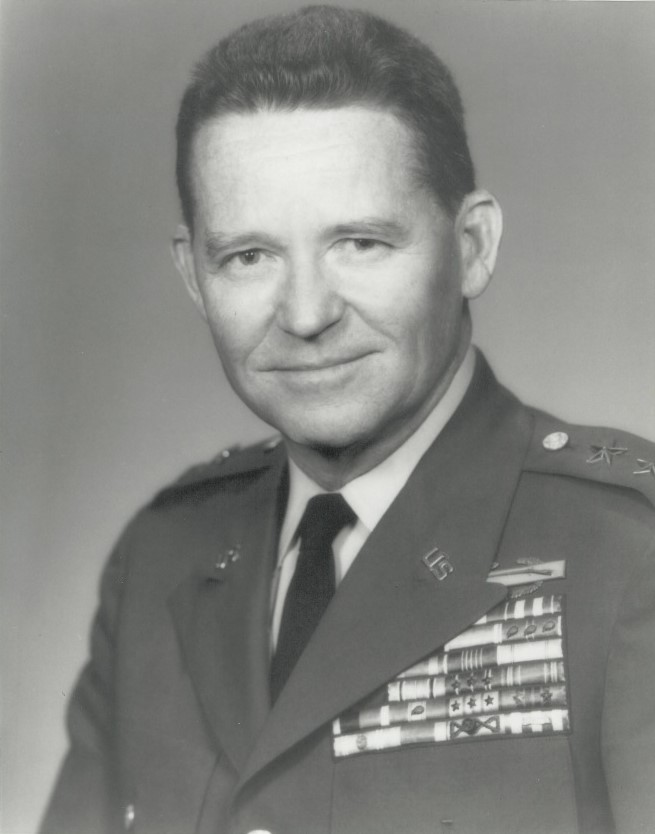
Joseph A. McChristian

Joseph Alexander McChristian (* 12. Oktober 1914 in Chicago, Illinois; † 13. Mai 2005 in Jupiter, Palm Beach County, Florida) war ein Generalmajor der United States Army. Er war unter anderem Kommandeur der 2. Panzerdivision.
In den Jahren 1935 bis 1939 durchlief McChristian die United States Military Academy in West Point. Nach seiner Graduation wurde er als Leutnant den Panzertruppen zugeteilt. In der Armee durchlief er anschließend alle Offiziersränge vom Leutnant bis zum Zwei-Sterne-General.
Im Lauf seiner militärischen Karriere absolvierte Joseph McChristian verschiedene Kurse und Schulungen. Dazu gehörten unter anderem das United States Army War College, das Armed Forces Staff College, und die Army Language School, wo er im Jahr 1955 die Griechische Sprache erlernte.
In seinen jüngeren Jahren absolvierte er den für Offiziere in den niederen Rangstufen üblichen Dienst in verschiedenen Einheiten und Standorten. Dazu gehörten auch Aufgaben als Stabsoffizier in verschiedenen Hauptquartieren. Während des Zweiten Weltkriegs diente er als Stabsoffizier in der 10. Panzerdivision, die auf dem europäischen Kriegsschauplatz eingesetzt war. Für seine damaligen Leistungen wurde er mit mehreren Orden ausgezeichnet. Im Jahr 1945 wurde er auf Wunsch von General George S. Patton Leiter der Stabsabteilung G2 (Nachrichtendienste) der 3. Armee.
In den Jahren 1949 und 1950 gehörte McChristian der Military Assistance Advisory Group in Griechenland an. Anschließend war er bis 1953 Dozent für Militärtaktik an der Militärakademie in West Point. Im Jahr 1954 kommandierte er dort ein Kadettenregiment. Zwischen 1956 und 1960 war McChristian Militärattaché in Griechenland. Danach kommandierte er bis 1962 den Armor Training Center. Daran schloss sich eine Versetzung zum Stab des Heeresministeriums an, wo er in der Geheimdienstabteilung tätig war.
In den Jahren 1963 bis 1965 war McChristian Leiter der Stabsabteil G2 (Nachrichtendienste und Sicherheit) bei der United States Army Pacific, einer Vorläuferorganisation der heutigen gleichnamigen United States Army Pacific. Anschließend wurde er im Vietnamkrieg eingesetzt, wo er in den Jahren 1965 bis 1967 im dortigen Hauptquartier dem Military Assistance Command, Vietnam die Stabsabteilung J2 (Nachrichtendienste) leitete. Basierend auf seinen damaligen Erfahrungen verfasste er später ein Buch unter dem Titel The Role of Military Intelligence: 1965-1967, das 1974 veröffentlicht wurde.
Nach seiner Rückkehr aus Vietnam übernahm Joseph McChristian das Kommando über die 2. Panzerdivision in Fort Hood, dem heutigen Fort Cavazos, das er zwischen 1967 und 1969 innehatte. Anschließend kehrte er zum Stab des Heeresministeriums zurück. Dort übernahm er die Leitung der Stabsabteilung für Geheimdienste und Nachrichtendienste. Diesen Posten bekleidete er bis zu seiner Pensionierung im Jahr 1971. In dieser Funktion brachte er einige Reformen im Nachrichtendienst der Armee voran. Er trieb den Aufbau eines Armeenachrichtenzentrums (Army Intelligence Center) voran und er verlegte das Hauptquartier des Armeegeheimdienstes nach Fort Huachuca in Arizona. Im Jahr 1988 wurde er in die Hall of Fame des Militärgeheimdienstes aufgenommen.
Joseph Christian starb am 13. Mai 2005 in Jupiter in Florida und wurde auf dem amerikanischen Nationalfriedhof Arlington beigesetzt.

## Orden und Auszeichnungen
Christian erhielt im Lauf seiner militärischen Laufbahn unter anderem folgende Auszeichnungen:
- Army Distinguished Service Medal
- Silver Star
- Legion of Merit